# Trần Khai Nguyên
Trần Khai Nguyên(29 tháng 10 năm 1938 - 29 tháng 11 năm 1967) là liệt sĩ do Chính phủ Việt Nam công nhận. 

## Tiểu sử
Trần Khai Nguyên tên thật là Trần Lâm Đình sinh ngày 29 tháng 10 năm 1938 tại Chợ Lớn trong một gia đình lao động nghèo người Việt gốc Hoa.
- Lúc 14 tuổi do hoàn cảnh gia đình khó khăn nên ông bỏ học đi làm kiếm tiền để phụ mẹ nuôi giúp ba em nhỏ. Ông làm công tại tiệm nước tương, tiệm trà, tiệm phở, nhà in, tu sửa cơ khí, tiệm thuốc nam và sau cùng là làm công nhân cho xưởng dệt Vimytex.
- Năm 1961, ông gia nhập Đảng Cộng sản Việt Nam, làm bí thư chi bộ tại nhà máy Vimytex (nay là xưởng dệt Việt Thắng).
- Năm 1965, ông được phân công bảo vệ an ninh tuyên huấn của Ban Hoa Vận. Ông và các đồng chí của mình in và xuất bản tờ báo Công nhân số đầu tiên bằng chữ chì.
- Ngày 26 tháng 11 năm 1967, ông bị bắt tại bót Bà Hoà.
- Ông hi sinh ngày 29 tháng 11 năm 1967 khi bị địch tra tấn.

## Vinh danh trong hiện tại
Hiện nay, tên ông được đặt cho trường THPT Trần Khai Nguyên tại địa chỉ: số 225, đường Nguyễn Tri Phương, phường 9, quận 5, Thành phố Hồ Chí Minh